# Bahía Tekenika
Bahía Tekenika är en vik i Chile.   Den ligger i regionen Región de Magallanes y de la Antártica Chilena, i den södra delen av landet, 2 400 km söder om huvudstaden Santiago de Chile.